# Walther Disselnkötter
Walther Emil Karl Disselnkötter (* 14. November 1903 in Traben-Trarbach; † 20. März 2000 in Kassel) war deutscher evangelischer Pfarrer. Er wurde als Gerechter unter den Völkern ausgezeichnet.

## Leben und Wirken
Disselnkötter wurde 1903 als Sohn des Gymnasiallehrers und Heimatforschers Heinrich Disselnkötter in Traben-Trarbach geboren. Nach seinem Abitur 1922 begann er ein Studium in Marburg, unterbrach es von August 1923 bis März 1924 und arbeitete bei der Deutschen Bank und nahm es in Berlin wieder auf. Später unterbrach er es erneut und arbeitete als Hauslehrer in Regensburg, anschließend studierte er in Tübingen und Bonn und examinierte im Oktober 1926 in Koblenz. Danach war er als Vikar in Köln und Wied tätig, legte 1930 das zweite Examen ab und wurde ordiniert. 1930 heiratete er seine Frau Anna Disselnkötter. Gemeinsam hatten sie vier Kinder. Seine erste Pfarrstelle hatte er in einer evangelischen Gemeinde von 1930 bis 1937 in Sensweiler bei Idar-Oberstein. Auf Drängen der Kirchenleitung wurde Disselnkötter 1937 versetzt und war bis nach Ende des Zweiten Weltkriegs in Züschen tätig. Kurz nach der Machtergreifung der Nationalsozialisten schloss sich das Ehepaar Disselnkötter der Bekennenden Kirche an. Die Reichspogromnacht erlebte das Ehepaar in Züschen. Als es zu Plünderungen in einem jüdischen Lebensmittelladen kam, versuchten Disselnkötters erfolglos einzuschreiten. Auch sonst versuchten die beiden sich für ihre jüdischen Mitbürger einzusetzen. Von Januar 1945 bis zur Befreiung am Karfreitag 1945 versteckten sie in ihrem Haus die Jüdin Rahel Ida Plüer. Für Disselnkötters war dies risikoreich, da er, als Mitglied der Bekennenden Kirche, von der Gestapo schon als politisch unzuverlässig eingestuft war. Disselnkötter berichtete im Nachgang über die Befreiung: Seit dem Einmarsch der Amerikaner brauchten wir keine Angst mehr zu haben, dass die Jüdin entdeckt wird [...] [k]eine Angst mehr wegen irgendeiner 'staatsfeindlichen' Äußerung denunziert zu werden! Also Aufatmen? Ja, aber zugleich eine tiefe Beklemmung in Gedanken an die Zukunft...
1946 wechselte er erneut die Pfarrstelle und kam nach Bad Wildungen, wo er bis zum Eintritt in den Ruhestand 1971 blieb. 2000 starb er im Kreis seiner Frau und seiner Tochter in Kassel.

## Ehrung
- Gedenktafel am ehemaligen Pfarrhaus von Züschen
- 1996: Auszeichnung des Staates Israel als Gerechter unter den Völker, für die Rettung von Rahel Ida Plüer, geborene Schild → Hauptartikel: Anna Disselnkötter